# آل قطينة
آل قطينة هي من أشهر العائلات المقدسية القديمة.

## التسمية
حسبَ معجم الرائد فإنَّ قطينة تعني سُكان الدار.
ذُكر أنَّ آل قطينة سموا بهذا الاسم كونَّ جدهم الأكبر كانَ أبيضًا حسن الشكل ويُلقبُ قطينة لِبياضه، حيثُ شُبه بالقطن.

## الأصل
ذكر معجم قبائل المملكة العربية السعودية أنَّ آل قطينة، فخذُ من أفخاذ قبيلة عبس.
ذكرت المصادر أنَّ آل قطينة عائلة حنبلية قديمة، وقد تكون العائلة الحنبلية الوحيدة في القدس، ويرجع نسبهم إلى مجير الدين الحنبلي صاحب كتاب الأنس الجليل بتاريخ القدس والخليل. كما ذَكرت المصادر أنَّ عائلة قطينة كانت من ضِمن العائلات المقدسية التي دخلت القدس في ركاب صلاح الدين الأيوبي أو بعده، وتتابعت في دخولها واستقرارها في بيت المقدس حتى عام 1100 هـ.
ذكرت مصادرٌ أخرى أنَّ آل قطينة من العائلات المقدسية التي انتمت إلى الأشراف، وقد عمل أبناؤها في التجارة وحققوا نجاحًا كبيرًا فيها.

## التاريخ
ذكرت المصادر أنَّ جماعة من آل قطينة سكنوا في المدرسة الحنبلية في القدس.
عُرف من آل قطينة شخصٌ يُسمى سليمان قطينة وقد كان من أكبر أثرياء القدس في أوائل القرن التاسع عشر، وقد ورد اسمه مرارًا في وثائق المحكمة الشرعية، حيثُ اشترى بماله العديد من الوظائف العلمية، كما أنشئ أوقافًا كثيرة، وتوفيَ في آخر سنة 1824 (1239 هـ)، وبعد وفاته خلفه أولاده بالتجارة، وبرز منهم موسى أفندي الذي عُين رئيسًا لتجار القدس.

### مكتبة آل قطينة
مكتبة آل قطينة وتُسمى أيضًا المكتبة الحنبلية، وتقع في سوق خان الزيت، ثم نقلت إلى بيتٍ من بيوتِ آل قطينة بباب العامود، وقد ذكرها محمد كرد في خططه وجرجي زيدان في كتاب تاريخ آداب اللغة العربية، كما ذكرها فيليب دي طرازي في كتاب خزائن الكتب العربية في الخافقين، حيثُ قال إنها تحتوي على أربعة آلاف مجلد في جملتها 800 مخطوط، كما أجمعوا على أنها كانت تحتوي على مصنفاتٍ في التاريخ والفلك والرياضيات والتنجيم والدراسات الإسلامية، وكانت كتب المكتبة موقوفة على المُطالعين حتى أوائل القرن العشرين.
بعد نكبة عام 1948، اختفت المكتبة وتفرقت مخطوطاتها، ويُقال إن خليل يس قطينة أخذها معه سنة 1948 إلى دمشق، ولم يُعلم عنها شيء بعد ذلك.

## شخصيات بارزة
- ماري قطينة، أول امرأة سورية تنال شهادة القبالة والتمريض عام 1930 من المعهد الطبي العربي في الجامعة السورية.[14]